# Domjean
Domjean est une commune française, située dans le département de la Manche en région Normandie, peuplée de 998 habitants.

## Géographie
La commune est au sud du Pays saint-lois. L'atlas des paysages de la Basse-Normandie place principalement la commune au centre de l'unité de la vallée de la Vire caractérisée par « des paysages variés mais déterminés par un encaissement profond du cours d’eau ». Son bourg est à 2,5 km à l'est de Tessy-sur-Vire, à 7,5 km au sud-ouest de Torigni-sur-Vire et à 7,5 km au sud de Condé-sur-Vire.
Le bourg est traversé par la route départementale no 13 reliant Tessy-sur-Vire au sud-ouest à Torigni-sur-Vire au nord-est. Cette dernière y croise la D 159 qui mène à Troisgots au nord-ouest et à Saint-Louet-sur-Vire à l'est. Partant également du bourg, la D 96 permet de rejoindre Beuvrigny au sud-est tandis qu'au nord, la D 551 rejoint Condé-sur-Vire. L'autoroute A84 est accessible à 7 km au sud, par l'échangeur 39 à Pont-Farcy.
Domjean est dans le bassin de la Vire, qui délimite le territoire à l'ouest. Trois de ses affluents parcourent le territoire communal d'est en ouest dont la rivière de Jacre qui marque la limite au nord-est avant de traverser le nord du territoire. Un ruisseau plus modeste traverse le bourg.
Le point culminant (178 m) se situe au sud-est, près du lieu-dit le Castillon. Le point le plus bas (30 m) correspond à la sortie de la Vire du territoire, au nord. La commune est bocagère.
| Troisgots (comm. dél. de Condé-sur-Vire)    | Torigny-les-Villes (comm. dél. de Brectouville et Giéville) | Saint-Louet-sur-Vire |
| Tessy-Bocage (comm. dél. de Fervaches)      | Domjean                                                     | Saint-Louet-sur-Vire |
| Tessy-Bocage (comm. dél. de Tessy-sur-Vire) | Fourneaux                                                   | Beuvrigny            |

### Hydrographie
La commune est située dans le bassin Seine-Normandie. Elle est drainée par la Vire, la rivière de Jacre La, le ruisseau du Moulin, le cours d'eau 01 du Breuilly, le cours d'eau 01 du Petit Val de Vire, le fossé 01 de Pithaunay, le fossé 02 de la commune de Domjean, le fossé 02 de Lignerolles, le fossé 02 du Pont, le fossé 03 du Bois l'Abbé, le fossé 14 de la Vallée, la rivière de Jacre et un autre petit cours d'eau,.
La Vire, d'une longueur de 128 km, prend sa source dans la commune de Vire Normandie et se jette  dans la baie de Seine en limite d'Osmanville et de Carentan-les-Marais, après avoir traversé 27 communes. Les caractéristiques hydrologiques de la Viresur la commune de Tessy-Bocage. Le débit moyen mensuel est de 9,85 m3/s. Le débit moyen journalier maximum est de 234 m3/s, atteint lors de la crue du 26 janvier 1995. Le débit instantané maximal est quant à lui de 199 m3/s, atteint le 27 janvier 1995.

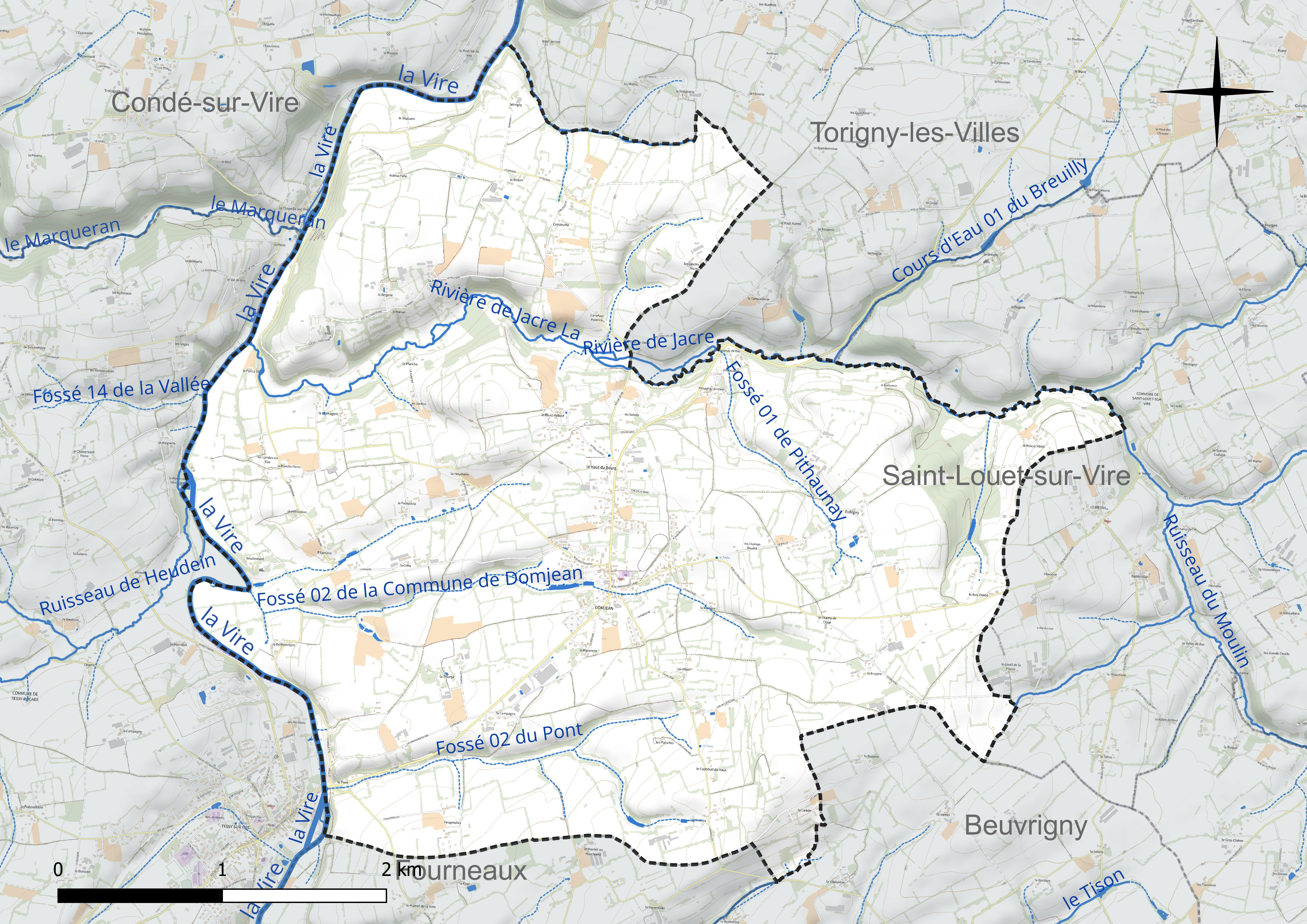
Réseau hydrographique de Domjean.

La rivière de Jacre la, d'une longueur de 14 km, prend sa source dans la commune de Torigny-les-Villes et se jette  dans la Vire sur la commune, après avoir traversé trois communes. 

### Climat
Pour des articles plus généraux, voir Climat de la Normandie et Climat de la Manche.
En 2010, le climat de la commune est de type climat océanique franc, selon une étude du CNRS s'appuyant sur une série de données couvrant la période 1971-2000. En 2020, Météo-France publie une typologie des climats de la France métropolitaine dans laquelle la commune est exposée à un climat océanique et est dans la région climatique  Normandie (Cotentin, Orne), caractérisée par une pluviométrie relativement élevée (850 mm/a) et un été frais (15,5 °C) et venté. Parallèlement le GIEC normand, un groupe régional d’experts sur le climat, différencie quant à lui, dans une étude de 2020, trois grands types de climats pour la région Normandie, nuancés à une échelle plus fine par les facteurs géographiques locaux. La commune est, selon ce zonage, exposée à un « climat contrasté des collines », correspondant au Bocage normand, bien arrosé, voire très arrosé sur les reliefs les plus exposés au flux d’ouest, et frais en raison de l’altitude.
Pour la période 1971-2000, la température annuelle moyenne est de 10,5 °C, avec une amplitude thermique annuelle de 12,5 °C. Le cumul annuel moyen de précipitations est de 949 mm, avec 14 jours de précipitations en janvier et 8,7 jours en juillet. Pour la période 1991-2020, la température moyenne annuelle observée sur la station météorologique la plus proche, située sur la commune de Condé-sur-Vire à 7 km à vol d'oiseau, est de 11,3 °C et le cumul annuel moyen de précipitations est de 956,7 mm,. Pour l'avenir, les paramètres climatiques de la commune estimés pour 2050 selon différents scénarios d’émission de gaz à effet de serre sont consultables sur un site dédié publié par Météo-France en novembre 2022.

## Urbanisme

### Typologie
Au 1er janvier 2024, Domjean est catégorisée commune rurale à habitat dispersé, selon la nouvelle grille communale de densité à sept niveaux définie par l'Insee en 2022.
Elle est située hors unité urbaine. Par ailleurs la commune fait partie de l'aire d'attraction de Saint-Lô, dont elle est une commune de la couronne,. Cette aire, qui regroupe 63 communes, est catégorisée dans les aires de 50 000 à moins de 200 000 habitants,.

### Occupation des sols
L'occupation des sols de la commune, telle qu'elle ressort de la base de données européenne d’occupation biophysique des sols Corine Land Cover (CLC), est marquée par l'importance des territoires agricoles (92,6 % en 2018), en diminution par rapport à 1990 (93,9 %). La répartition détaillée en 2018 est la suivante : prairies (51,2 %), terres arables (28,3 %), zones agricoles hétérogènes (13,2 %), zones urbanisées (5,9 %), forêts (1,5 %). L'évolution de l’occupation des sols de la commune et de ses infrastructures peut être observée sur les différentes représentations cartographiques du territoire : la carte de Cassini (XVIIIe siècle), la carte d'état-major (1820-1866) et les cartes ou photos aériennes de l'IGN pour la période actuelle (1950 à aujourd'hui).

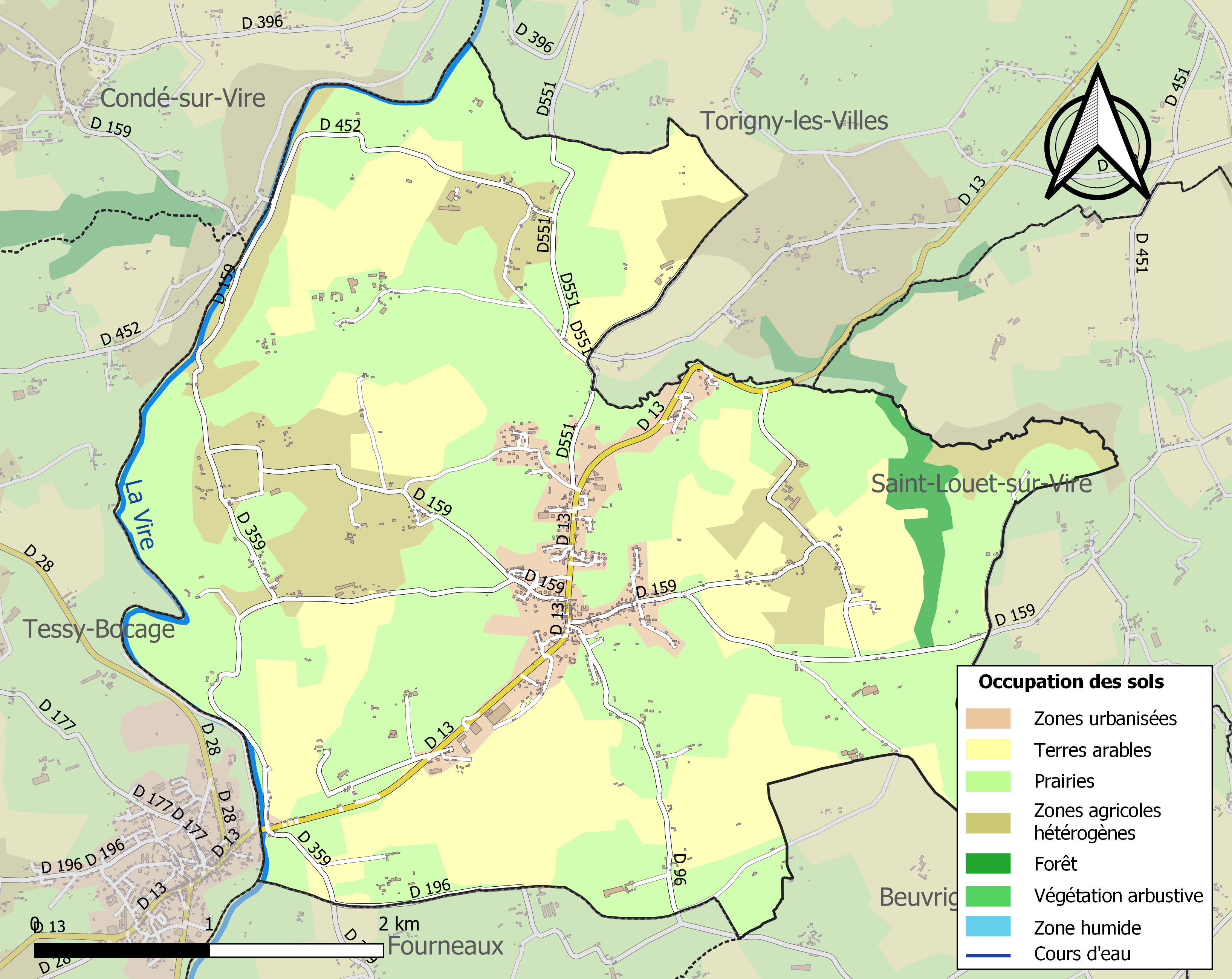
Carte des infrastructures et de l'occupation des sols de la commune en 2018 (CLC).

## Toponymie
L'hagiotoponyme caché de la localité est attesté sous la forme Donum Johannem à la fin du Xe siècle.
Dominus (« seigneur ») désignait les personnages honorés par l'Église latine avant qu'elle ne les nomme sanctus (« consacré, saint »).
Jean le Baptiste est patron de la paroisse.
Le gentilé est Domjeanais.

## Histoire
Domjean est cité en 903 dans une bulle du pape Adrien [sic].
Le duc de Normandie, Richard Ier (v. 930-996) et son épouse Gonnor détenaient la seigneurie de Bouttemont. La duchesse, après la mort du duc, en fit don au Mont-Saint-Michel.

## Politique et administration
| Période                                  | Période   | Identité                                   | Étiquette | Qualité              |
| ---------------------------------------- | --------- | ------------------------------------------ | --------- | -------------------- |
| 1808                                     | 1830      | Agapith Regnault de Bouttemont (1782-1830) |           |                      |
|                                          |           |                                            |           |                      |
| 1843                                     | 1855      | Gustave Regnault de Bouttemont (1815-1878) |           |                      |
|                                          |           |                                            |           |                      |
| 1870                                     | 1873      | Gustave Regnault de Bouttemont (1815-1878) |           |                      |
|                                          |           |                                            |           |                      |
| 1884                                     | 1927      | Gaston Regnault de Bouttemont (1859-1920)  |           |                      |
| 1928                                     | 1962      | Yves Regnault de Bouttemont                |           |                      |
| 1962                                     | 1977      | Léon Gilbert                               |           |                      |
| 1977                                     | mars 2014 | Guy Gauchet                                | SE-DVD    | Négociant en vin     |
| mars 2014                                | En cours  | Louis Jannière                             | SE        | Agriculteur retraité |
| Les données manquantes sont à compléter. |           |                                            |           |                      |

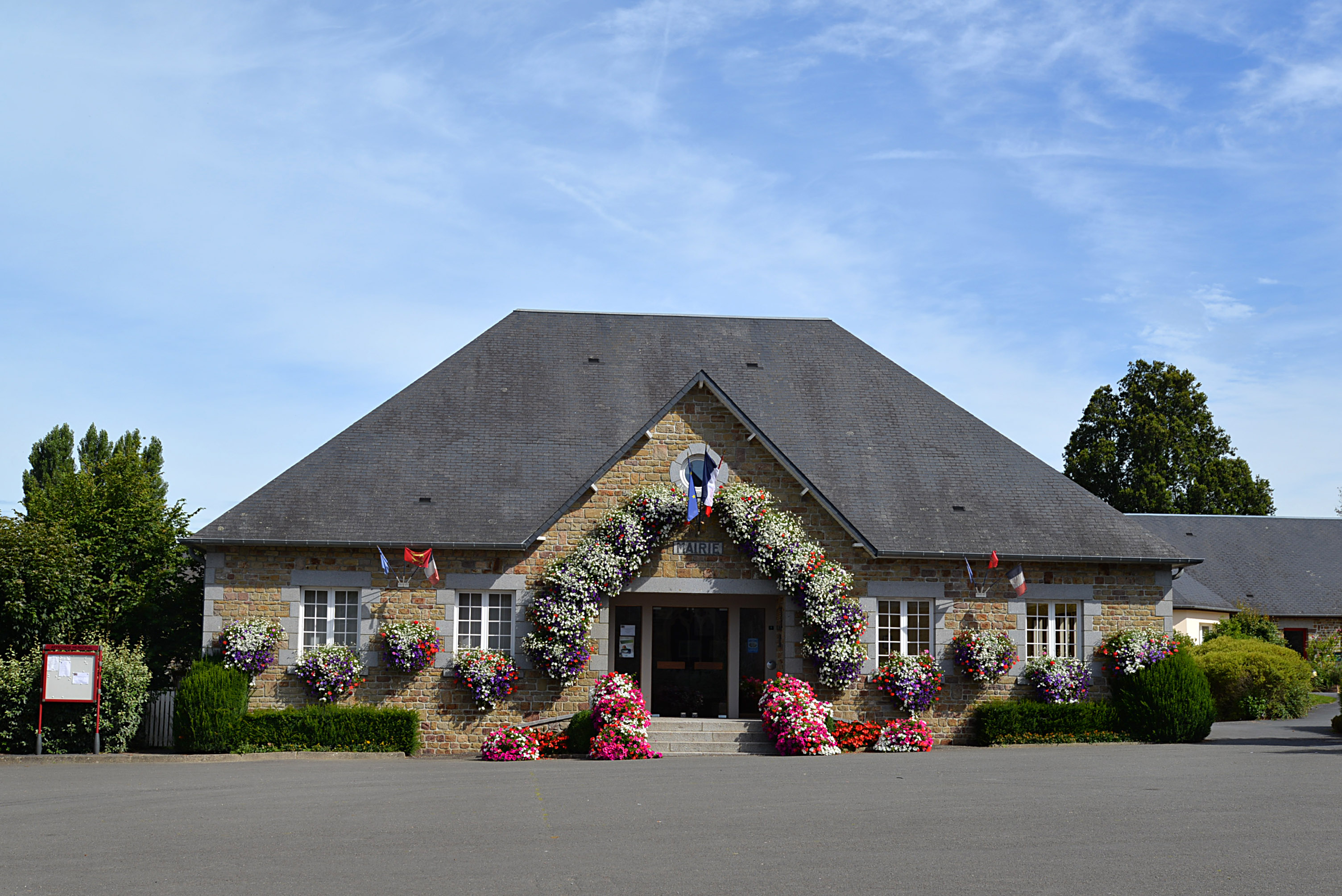
La mairie.

Le conseil municipal est composé de quinze membres dont le maire et quatre adjoints.

## Démographie
L'évolution du nombre d'habitants est connue à travers les recensements de la population effectués dans la commune depuis 1793. Pour les communes de moins de 10 000 habitants, une enquête de recensement portant sur toute la population est réalisée tous les cinq ans, les populations de référence des années intermédiaires étant quant à elles estimées par interpolation ou extrapolation. Pour la commune, le premier recensement exhaustif entrant dans le cadre du nouveau dispositif a été réalisé en 2008.
En 2022, la commune comptait 998 habitants, en évolution de −6,03 % par rapport à 2016 (Manche : −0,31 %, France hors Mayotte : +2,11 %).
Domjean a compté jusqu'à 1 368 habitants en 1821.
| 1793  | 1800  | 1806  | 1821  | 1831  | 1836  | 1841  | 1846  | 1851  |
| ----- | ----- | ----- | ----- | ----- | ----- | ----- | ----- | ----- |
| 1 208 | 1 218 | 1 295 | 1 368 | 1 300 | 1 310 | 1 338 | 1 318 | 1 367 |

| 1856  | 1861  | 1866  | 1872  | 1876  | 1881  | 1886  | 1891  | 1896  |
| ----- | ----- | ----- | ----- | ----- | ----- | ----- | ----- | ----- |
| 1 366 | 1 303 | 1 229 | 1 180 | 1 183 | 1 154 | 1 100 | 1 100 | 1 034 |

| 1901  | 1906  | 1911  | 1921 | 1926 | 1931 | 1936 | 1946 | 1954 |
| ----- | ----- | ----- | ---- | ---- | ---- | ---- | ---- | ---- |
| 1 014 | 1 014 | 1 042 | 903  | 907  | 950  | 905  | 913  | 933  |

| 1962 | 1968 | 1975 | 1982 | 1990 | 1999 | 2006 | 2008 | 2013  |
| ---- | ---- | ---- | ---- | ---- | ---- | ---- | ---- | ----- |
| 904  | 838  | 748  | 748  | 822  | 820  | 958  | 997  | 1 065 |

| 2018  | 2022 | - | - | - | - | - | - | - |
| ----- | ---- | - | - | - | - | - | - | - |
| 1 013 | 998  | - | - | - | - | - | - | - |

## Économie
La commune est le siège de l'entreprise de travaux publics Bernasconi TP, développée par Luigi Bernasconi puis dirigée par son fils Patrick à partir de 1985. Créée en 1933 par Auguste Voisin, l'entreprise compte 150 salariés en 2013, à Domjean et en Guadeloupe.

## Lieux et monuments
- Église Saint-Jean-Baptiste (XVIIIe – XIXe siècles). Le carillon de onze cloches (1997) peut jouer 41 mélodies. Sous l'avant-porche, pierres tombales datées 1666, 1670, 1689 et d'autres XVIIIe.

Elle abrite un bas-relief Les Apôtres entourant la Crucifixion du XVe et trois statues Vierge à l'Enfant (XVIIIe), saint Jacques (XVe) et Ecce Homo (XVIe), classés au titre objet aux monuments historiques. À partir du XIVe siècle et surtout du XVe siècle, l'iconographie des statues religieuses évolue. Le thème de la Passion et de la mort du Christ s'impose. Il est alors traité avec un sens nouveau du pathétique. L'influence grandissante des ordres mendiants et la place accordée à la Passion dans la spiritualité franciscaine introduisent lentement l'image du Christ souffrant jusque dans les églises les plus isolées. À cet égard, l'Ecce Homo de l'église Saint-Jean-Baptiste est très représentatif de ce courant.
- Crèche de Noël et chemin de la Nativité de B. Dufour-Coppolani[33].
- Ancien cimetière avec quelques vieilles tombes autour du calvaire, un ancien pupitre et deux ifs dont un à l'extérieur, sur la place de la mairie.
- Château de l'Angotière et pigeonnier (XVIe – XVIIIe siècles), avec deux cheminées intérieures classées au titre des monuments historiques depuis le 12 septembre 1969[43]. Son jardin est inscrit à l'Inventaire général du patrimoine culturel[44].
- Chemin de croix monumental avec seize croix en granit (XIXe siècle), à flanc de colline et en lacets, de J.M. Fourel[33], à proximité du château de l'Angotière et de la Vire, face à la Chapelle-sur-Vire.
- Nombreux calvaires dont un du XIXe siècle au lieu-dit la Campagne, et un daté de 1693, rue de Bouttemont.
- Château et chapelle de Bouttemont.
- Fontaine Saint-Maur.
- Maison de l'artisanat.
- Parc paysager communal, théâtre de verdure.

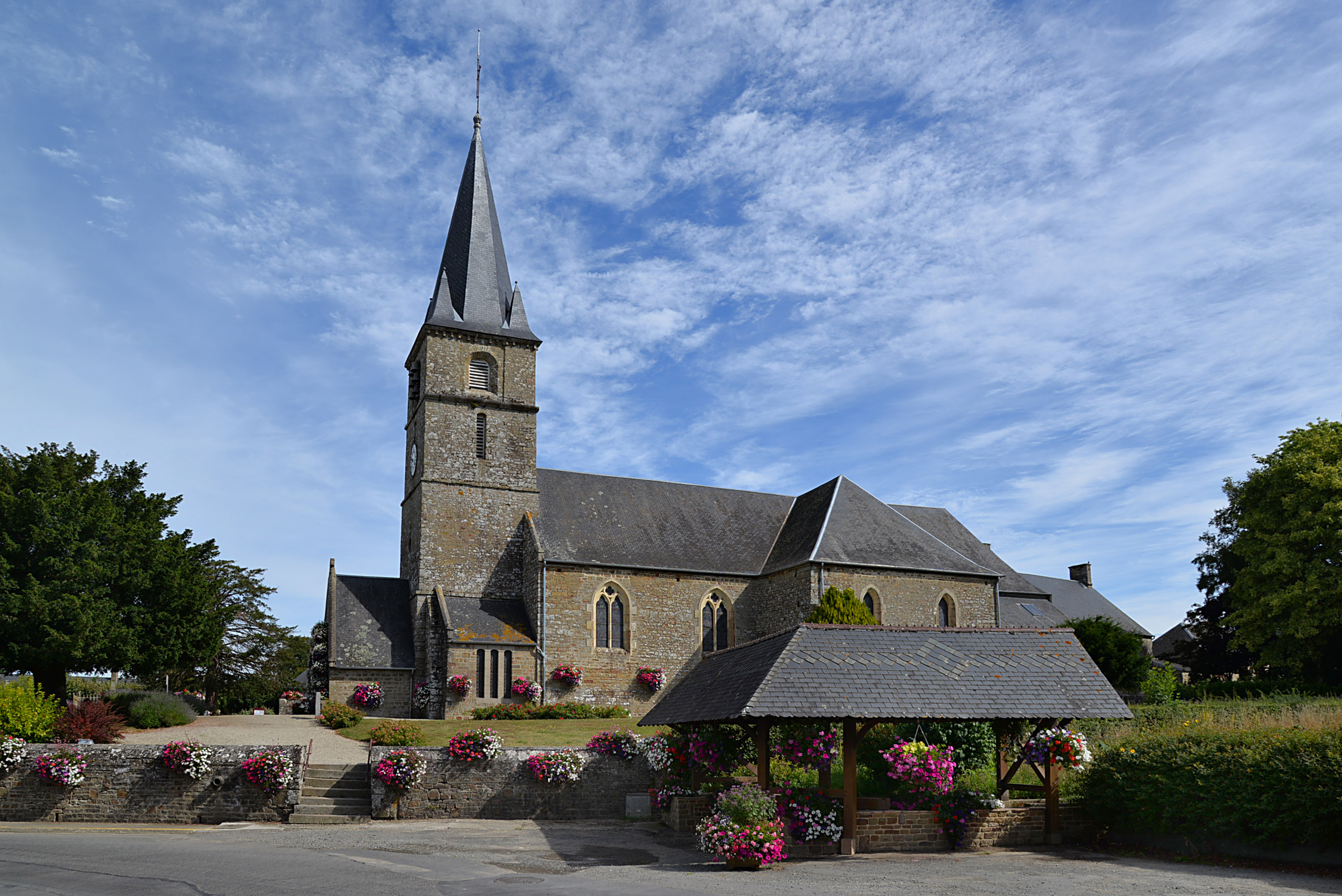
L’église Saint-Jean-Baptiste.
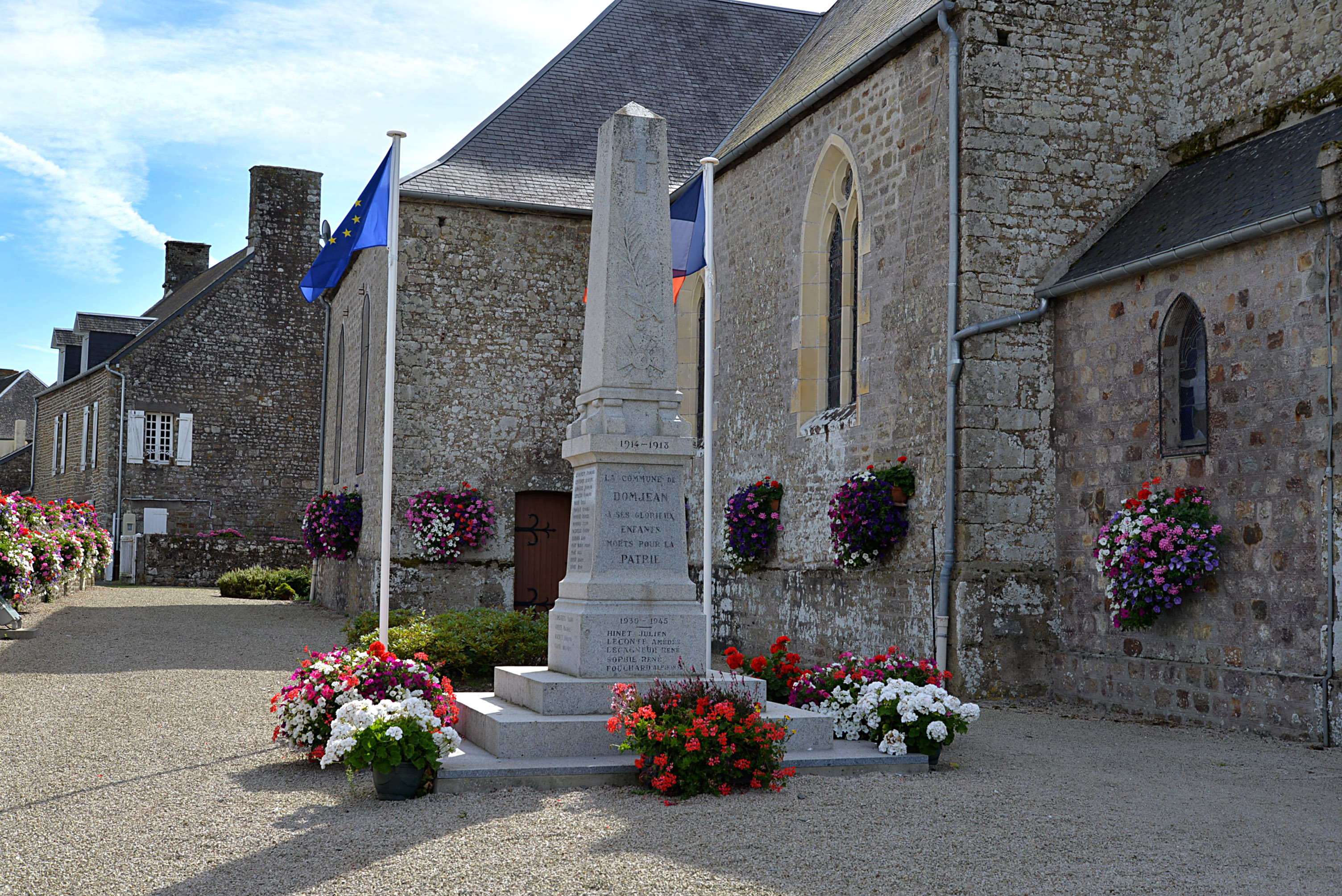
Le monument aux morts.
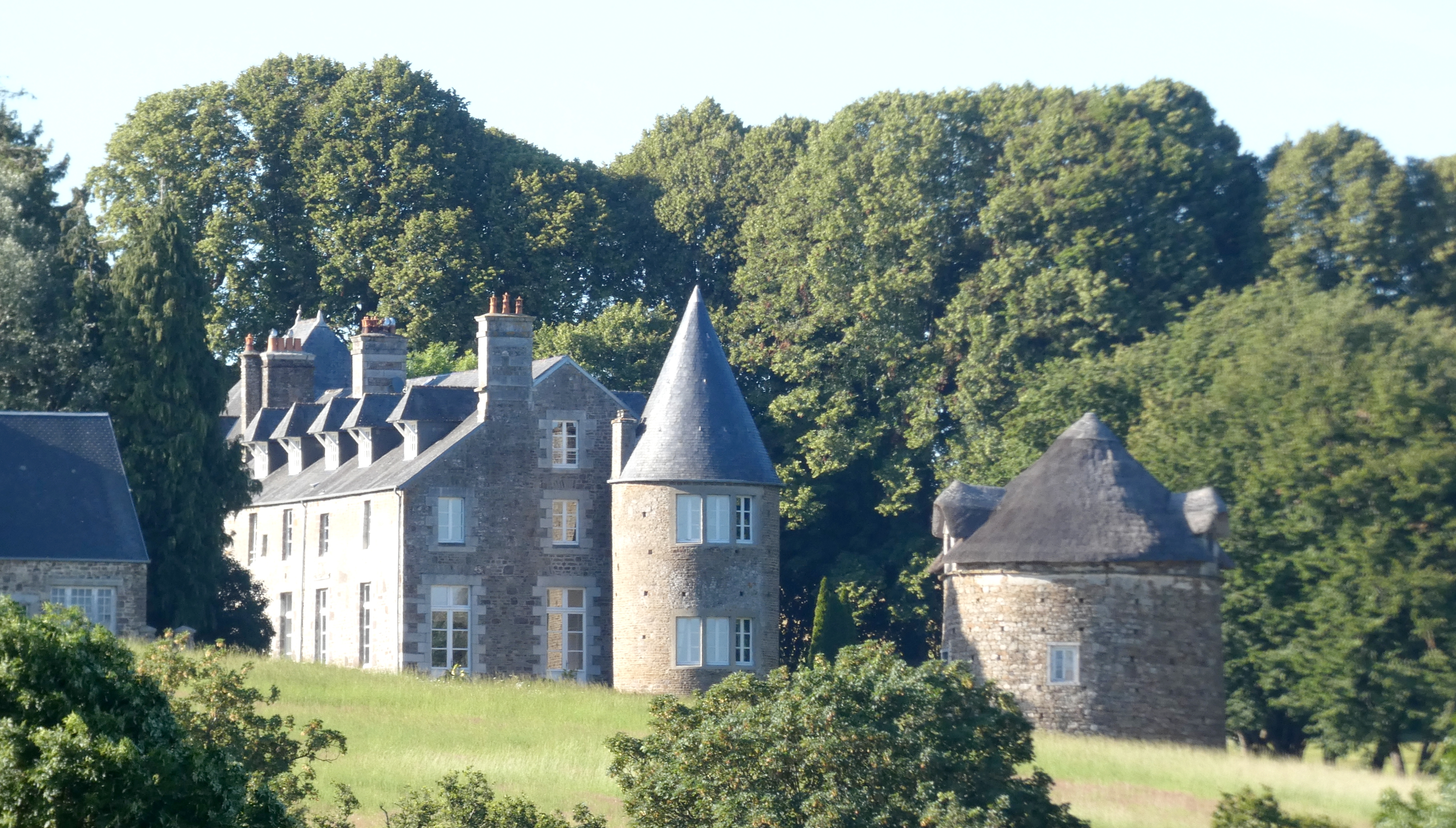
Le château de l'Angotière.

## Activité, manifestations, label

### Sports
Le Football Club de Domjean fait évoluer une équipe de football en division de district.

### Label
La commune est une ville fleurie (trois fleurs) au concours des villes et villages fleuris.

## Personnalités liées à la commune
- Patrick Bernasconi (Domjean 1955 - ), chef d'entreprise.